# Jelena Alexejewna Batalowa
Jelena Alexejewna Batalowa (russisch Еле́на Алексе́евна Бата́лова; bei der FIS nach englischer Transkription Elena Batalova; * 27. August 1964 in Moskau) ist eine ehemalige russische Freestyle-Skierin. Sie war auf die nicht mehr ausgetragene Disziplin Ballett (Acro) spezialisiert. In dieser Disziplin wurde sie 1995 Weltmeisterin. Daneben gewann sie viermal die Disziplinenwertung im Weltcup sowie 25 Einzelwettkämpfe.

## Biografie
Jelena Batalowa gab ihr Debüt im Freestyle-Skiing-Weltcup im Dezember 1989 im Alter von 25 Jahren. In ihrem dritten Wettkampf näherte sie sich als Vierte erstmals den Podestplätzen an. Bei ihren ersten beiden Weltmeisterschaften in Lake Placid und Zauchensee belegte sie die Ränge sieben und sechs. Im Demonstrationswettbewerb bei den Olympischen Spielen 1992 von Albertville wurde sie Neunte. Nachdem sie sich fast vier Jahre lang konstant unter den besten zehn hatte klassieren können, gelang ihr im Dezember 1993 in Piancavallo ihr erster Weltcupsieg.
Bei den Weltmeisterschaften 1995 in La Clusaz schlug sie die große Favoritin und amtierende Titelträgerin Ellen Breen und gewann überraschend die Goldmedaille. Nach Breens Rücktritt im selben Jahr übernahm Batalowa deren dominante Stellung im Weltcup und sicherte sich viermal in Folge den Gewinn der Disziplinenwertung. Bei zwei weiteren Weltmeisterschaftsteilnahmen konnte sie ihrer Favoritenrolle jedoch nicht gerecht werden und musste sich mit den Rängen 16 und acht begnügen. Die beiden letzten WM-Titel gewannen ihre Teamkolleginnen Oxana Kuschtschenko und Natalija Rasumowskaja. Insgesamt feierte Batalowa bei 52 Antritten 25 Weltcupsiege, eine Quote, die in der Disziplin Ballett nur von der US-Amerikanerin Jan Bucher übertroffen wird. Am 4. März 2000 gewann die Russin im Alter von 35 Jahren in Ovindoli auch den allerletzten Ballett-Weltcup.
Nach ihrer aktiven Karriere war Jelena Batalowa unter anderem als Akrobatiktrainierin der russischen Freestyle-Nationalmannschaft tätig.

## Erfolge

### Olympische Spiele
- Albertville 1992: 9. Ballett (Demonstrationswettbewerb)

### Weltmeisterschaften
- Lake Placid 1991: 7. Ballett
- Altenmarkt-Zauchensee 1993: 6. Ballett
- La Clusaz 1995: 1. Ballett
- Nagano 1997: 16. Ballett
- Meiringen-Hasliberg 1999: 8. Ballett

### Weltcupwertungen
| Saison  | Gesamt | Gesamt | Ballett | Ballett |
| Saison  | Platz  | Punkte | Platz   | Punkte  |
| ------- | ------ | ------ | ------- | ------- |
| 1989/90 | 44.    | 2      | 13.     | 15      |
| 1990/91 | 45.    | 2      | 13.     | 19      |
| 1991/92 | 29.    | 4      | 10.     | 32      |
| 1992/93 | 49.    | 40     | 20.     | 316     |
| 1993/94 | 46.    | 46     | 17.     | 368     |
| 1994/95 | 42.    | 56     | 16.     | 392     |
| 1995/96 | 3.     | 99     | 1.      | 692     |
| 1996/97 | 2.     | 100    | 1.      | 700     |
| 1997/98 | 2.     | 98     | 1.      | 392     |
| 1998/99 | –      | –      | 1.      | 200     |

### Weltcupsiege
Batalowa errang im Weltcup 33 Podestplätze, davon 25 Siege:
| Datum             | Ort                   | Land        | Disziplin |
| ----------------- | --------------------- | ----------- | --------- |
| 14. Dezember 1993 | Piancavallo           | Italien     | Ballett   |
| 21. Februar 1995  | Kirchberg             | Österreich  | Ballett   |
| 3. März 1995      | Lillehammer           | Norwegen    | Ballett   |
| 8. März 1995      | Hundfjället           | Schweden    | Ballett   |
| 6. Dezember 1995  | Tignes                | Frankreich  | Ballett   |
| 14. Dezember 1995 | La Plagne             | Frankreich  | Ballett   |
| 26. Januar 1996   | Mont-Tremblant        | Kanada      | Ballett   |
| 10. Februar 1996  | Oberjoch              | Deutschland | Ballett   |
| 8. März 1996      | Hundfjället           | Schweden    | Ballett   |
| 22. März 1996     | Meiringen-Hasliberg   | Schweiz     | Ballett   |
| 5. Dezember 1996  | Tignes                | Frankreich  | Ballett   |
| 21. Dezember 1996 | Piancavallo           | Italien     | Ballett   |
| 17. Januar 1997   | Blackcomb             | Kanada      | Ballett   |
| 23. Januar 1997   | Breckenridge          | USA         | Ballett   |
| 1. März 1997      | Meiringen-Hasliberg   | Schweiz     | Ballett   |
| 8. März 1997      | Altenmarkt-Zauchensee | Österreich  | Ballett   |
| 12. März 1997     | Hundfjället           | Schweden    | Ballett   |
| 9. Januar 1998    | Mont-Tremblant        | Kanada      | Ballett   |
| 29. Januar 1998   | Breckenridge          | USA         | Ballett   |
| 6. März 1998      | Meiringen-Hasliberg   | Schweiz     | Ballett   |
| 13. März 1998     | Altenmarkt-Zauchensee | Österreich  | Ballett   |
| 15. Januar 1999   | Steamboat             | USA         | Ballett   |
| 22. Januar 1999   | Heavenly              | USA         | Ballett   |
| 21. Januar 2000   | Heavenly              | USA         | Ballett   |
| 4. März 2000      | Ovindoli              | Italien     | Ballett   |

### Weitere Erfolge
- Russische Meisterin im Skiballett 1991[1]
- 1995: International Freestyle Skier of the Year (Ski Racing Magazine)[2]
- 2 Siege in FIS-Bewerben